# IMVU
IMVU es un juego social con un entorno metaverso y de mensajería instantánea accesible a nivel mundial. Es fundado en el 15 de abril de 2004 en Estados Unidos encabezado por Eric Ries, Will Harvey, Matt Danzig (actualmente retirado de la compañía) y cuentan con un director ejecutivo llamado Brett G. Durrett. Consiste principalmente en un entorno de chat 3D compuesto por salas o habitaciones donde el objetivo es hablar con otros usuarios de la plataforma. Además, para hacerlo más atractivo y personalizable dispone de una tienda virtual que crece cada día con creaciones de los propios usuarios en la que los avatares pueden comprar ropa y crearlos como prefieran, además de una gran variedad de espacios y salas virtuales que emulan cualquier ambiente deseado. También su plataforma está disponible para varios sistemas operativos desde: Microsoft Windows, Android, Macintosh a iOS(Apple). Sus sedes principales se encuentran en Palo Alto, California y los Estados Unidos, su media de conectados diarios en todo el mundo es de unos 3 millones de usuarios y cuenta en las distintas sedes con más de 120 trabajadores que controlan dicha plataforma fuera y dentro del metaverso.

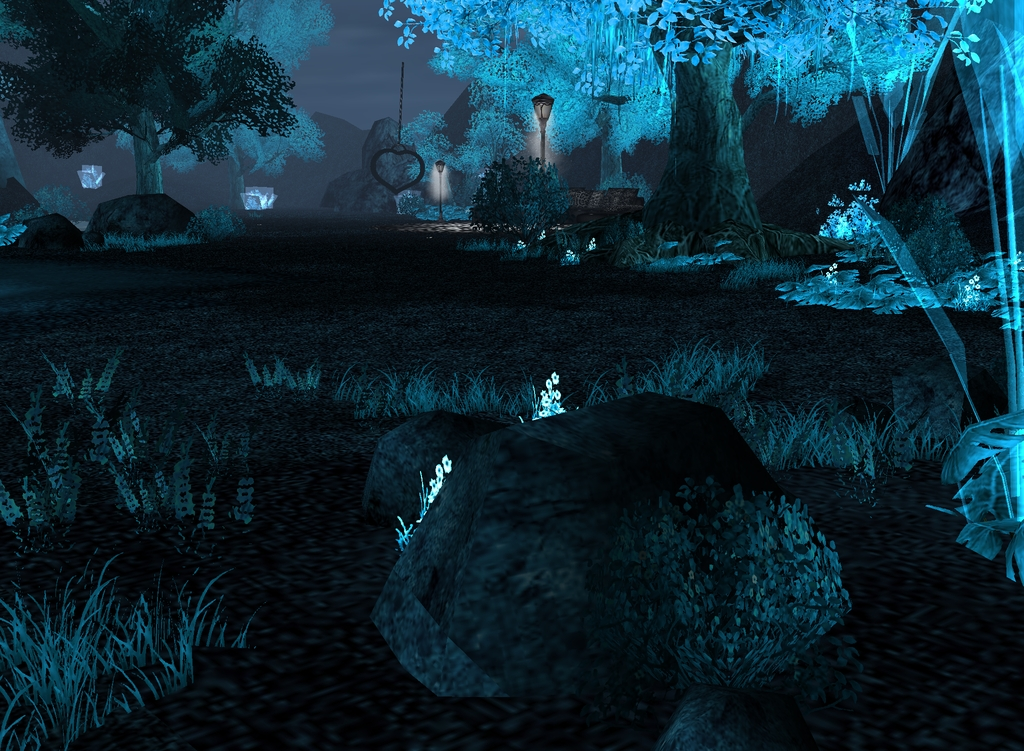
Ejemplo de sala con ambientación en bosque nocturno.

## Salas de chat
La salas de chat en IMVU son “lugares” en donde no sólo están para que los usuarios hablen, sino que también están para que estos hagan poses (ya sean individuales, en pareja o grupales). Del mismo modo que salas de chat pueden contener lo que sea, dependiendo como lo ordene el propietario/a de este.
Existen las salas públicas donde puede entrar cualquier persona, estas se separan en  -18 y +18 (que los nombres no engañen, no es que en las salas +18 se hacen cosas adulteras, sino que únicamente están para separar a los menores de los mayores). Los menores no pueden entrar a las salas de los mayores y viceversa por su cuenta, y únicamente pueden si son invitados por otra persona.
Están las salas privadas, que son aquellas que son pertenecientes del dueño/a de la cuentas, y en estas pueden entrar únicamente los invitados, y estos pueden invitar también a otra gente.
Las salas VIP, donde únicamente gente que es VIP puede entrar; y las salas AP, las cuales pueden contener cosas que sí llegan a ser explícitas.

## Los créditos y promo créditos
A través de la web se pueden realizar recargas de IMVU. A pesar de que este sea un juego Free to play, para poder modelar un personaje y tener el ambiente que el jugador desee se necesita una cuenta con moneda de recarga de créditos, con la que se compra de forma rápida y directa. Las recargas de dichos créditos son mediante:
- Tarjeta de crédito
- Paypal
- Paysafecard
- Safetypay
- BankTransfer
- Teléfono
- Tarjetas prepago[3] (incorporadas en tiendas "Game" recientemente).

Como de pago que son, cuenta con un conjunto de ventajas: Con esas monedas el jugador puede hacer regalos a otros usuarios, pasar dinero a otras cuentas y comprar ciertos artículos concretos. 
La moneda gratis del juego es el denominado promocredits: este no se puede pasar a ninguna cuenta y no se puede regalar nada de lo que se compre con estas. Es un dinero que se tiende a conseguir en una opción de la web de IMVU denominado "ganar créditos gratis" donde si se contesta una encuesta, se completa unos registros o se valoras unos productos de otros creadores el usuario puede ganar esta moneda con la que se puede comprar productos en la tienda.

## Títulos de IMVU
A través de las recargas se pueden comprar unos títulos y ventajas, los cuales sirven para "distinguirte" del resto de usuarios.

### Membresía vip
Esta modalidad "VIP" solo se puede adquirir de forma temporal y mediante tarjeta de crédito. Su precio anual es de 75$ y mensualmente 9.99$. Las ventajas que presenta, entre otras, son la capacidad de hablar con agentes de IMVU de forma directa a través de un chat, denominado "Live Chat", recompensas mensuales por la membresía, ya sea en forma de créditos y/o salas de diseño exclusivo, la capacidad de poder hablar por "susurro", el cual es útil para salas públicas cuando deseas mandarle un mensaje únicamente a uno de los integrantes, etc. También, desde marzo del 2013, los usuarios que no hayan comprado VIP o nombre, y lo hagan desde esa fecha serán capaces de crear productos en la tienda junto con los denominados "Grandfathered", los cuales son creadores sin la necesidad de vip. Una vez terminada la membresía vip, aquellos que no sean Grandfathered no podrán crear, subir ni ver en la tienda sus propias creaciones hasta que sea renovada.

### Access Pass (AP)
El Access Pass Tiene opción de compra mediante tarjeta de crédito por 19.99$ o el pago de 20000 IMVU créditos (una vez comprada la verificación de edad). Sus ventajas son: productos AP, acceso a perfiles y páginas AP (perfiles exclusivos), búsqueda de personas sólo AP, salas de chat sólo AP, insignias para el perfil, acceso a grupos AP, acciones AP de avatar, foros AP exclusivos y una tienda AP (destinada exclusivamente a personas mayores de edad).

### Marriage Package
Su precio está en 29.99$ y sus ventajas son la opción de cambio de nombres (uno por persona), Perfiles de parejas enlazados, una insignia con el símbolo de "matrimonio" en la tarjeta de cada avatar, anuncios de matrimonio a los contactos que se desee y la función "Nuestra Sala", la cual es compartida y puedes editar junto con el otro integrante del "marriage" (se añade a tu inventario de salas una adicional).

### Chat Room Slot
Tiene un precio de 29.99$ y solamente añade una sala fija a tu lista. 

### Shared Room Package
Cuesta 15.99$ y añade una sala al perfil del personaje, la cual compartirá con una persona de su elección. En esa sala los dos pueden decorar y tener poder para expulsar a otros usuarios. 

### Registra tu nombre
Su coste es de 19.99$ y sirve para suprimir el "Guest" del nombre del usuario. Esta adquisición es permanente y te permitirá mantener el nombre de tu cuenta aún entrando en un período de inactividad.

### Badge Canvas
Por cada Badge Canvas que poseas, podrás alternar varios "lienzos" donde los usuarios colocan sus badges o insignias, generalmente hechas a mano y con temática Pixel Art.

### Verifica tu edad
Este título verifica que el usuario que lo porta es mayor de edad, así como su identidad en caso de suplantación o robo de cuenta. Además, esta opción es útil para comprar el AP de modo más barato, pagando unos 5 dólares y posteriormente 20000 créditos adicionales para la adquisición del mismo.

## Comunidad
Muchos usuarios VIP de IMVU (aparte de los denominados "grandfathered", los cuales no necesitan VIP por haberse acogido a las anteriores normas) son los creadores de contenidos, creación y venta de productos en el catálogo. Los usuarios también dedican tiempo a la personalización de sus páginas individuales, crear y participar en los grupos de usuarios (similar a los foros anteriores nombrados, pero personalizado por el propietario y moderadores designados por éste), y participar en los foros de la comunidad. Los usuarios también hacen la revisión de los productos virtuales en espera de ser presentados en el catálogo de IMVU. Esta última modalidad permite ganar 500 Créditos Promocionales diarios a los usuarios con más de un mes de registro observando y dando nota a los productos recién creados.

## Adquisiciones
En enero del año 2015, la empresa IMVU Inc adquiere la web FurAffinity. La comunidad Furry es bastante asidua a IMVU gracias a los productos de dicha temática presentes en el catálogo, hechos por otros desarrolladores afines a esta cultura urbana.

## Usos y modo de empleo
A pesar de que el programa contiene un motor gráfico en 3D, el cual es bastante básico, basado en OpenGL o Direct3D, la movilidad del propio avatar es muy limitada. Este se mueve mediante unos puntos que aparecen en la sala, estos se denominan "spots", los cuales vienen por defecto colocados en una sala y son inamovibles, o bien pueden ser comprados algunos más en la tienda para mejorar la interactividad con dicha sala. 
Los avatares disponen de infinidad de salas de chat creadas por usuarios, los cuales tienen el poder de decorar la sala a su antojo previa compra de muebles y demás decoración, así como designar a uno o más moderadores para mantener a raya el tráfico de sus visitantes. Dichas salas pueden ser mostradas al público en general o bien estar limitadas en cuanto al número de usuarios, restringir ciertos grupos de avatares o bien hacerla solo para amigos. La privacidad es totalmente personalizable.
Además, existe el modo Chat privado, el cual funciona como una sala pública, pero se podrá acceder únicamente por invitación del dueño o de algún integrante del chat en cuestión. La tarea de moderar recae únicamente en el host del chat.
Por último, la modalidad de chat aleatorio, que como su nombre bien dice, conecta al usuario con otro de forma relativamente aleatoria (se guía de la dirección IP para buscar gente con el mismo idioma que el usuario).

## Sociedades en IMVU
| Chat | Rol |
| --- | --- |
| Este apartado tiende a componerse de grupos sociales con una media de edad entre 18-40 años que buscan charlas, amistad o algo más con otras personas. | Son gente que se entretiene haciendo roleplay, los cuales buscan familias o parejas de forma virtual. Estos pueden ser tanto “permanentes” como temporales. |

### Rol de IMVU
El rol de IMVU es principalmente narrativo. Debido a que es un juego de chat, las opciones son en 3º persona (Narrador omnisciente) o 1º persona. Entre las muchas razas a elección abundan dos en concreto: Vampiro: la mascarada y Hombre lobo. También destacamos el rol Furry Fandom, Angelical y "DLC o Demonio: la caída". El rol es un juego en el que uno o más jugadores desempeñan un determinado papel o personalidad. Cuando una persona hace el papel de "x" significa que está interpretando algo que normalmente no hace. 
IMVU presenta una variedad de rol un tanto limitada, pero abierta a cualquier tipo de innovación, de ahí a su abertura hacia el "furry mode" u otras comunidades.

## Enlaces de Wikipedia
- Furry fandom: https://es.wikipedia.org/wiki/Furry_Fandom
- Demonio: la caída: https://es.wikipedia.org/wiki/Demonio:_la_ca%C3%ADda
- Hombre lobo: https://es.wikipedia.org/wiki/Hombre_lobo
- La mascarada: https://es.wikipedia.org/wiki/Vampiro:_la_mascarada
- Wikipedia inglesa IMVU: https://en.wikipedia.org/wiki/IMVU
- Rol: https://es.wikipedia.org/wiki/Juego_de_rol
- Metaverso: https://es.wikipedia.org/wiki/Metaverso
- Microsoft windows: https://es.wikipedia.org/wiki/Microsoft_Windows

- Datos: Q2361202